# سمیسکی

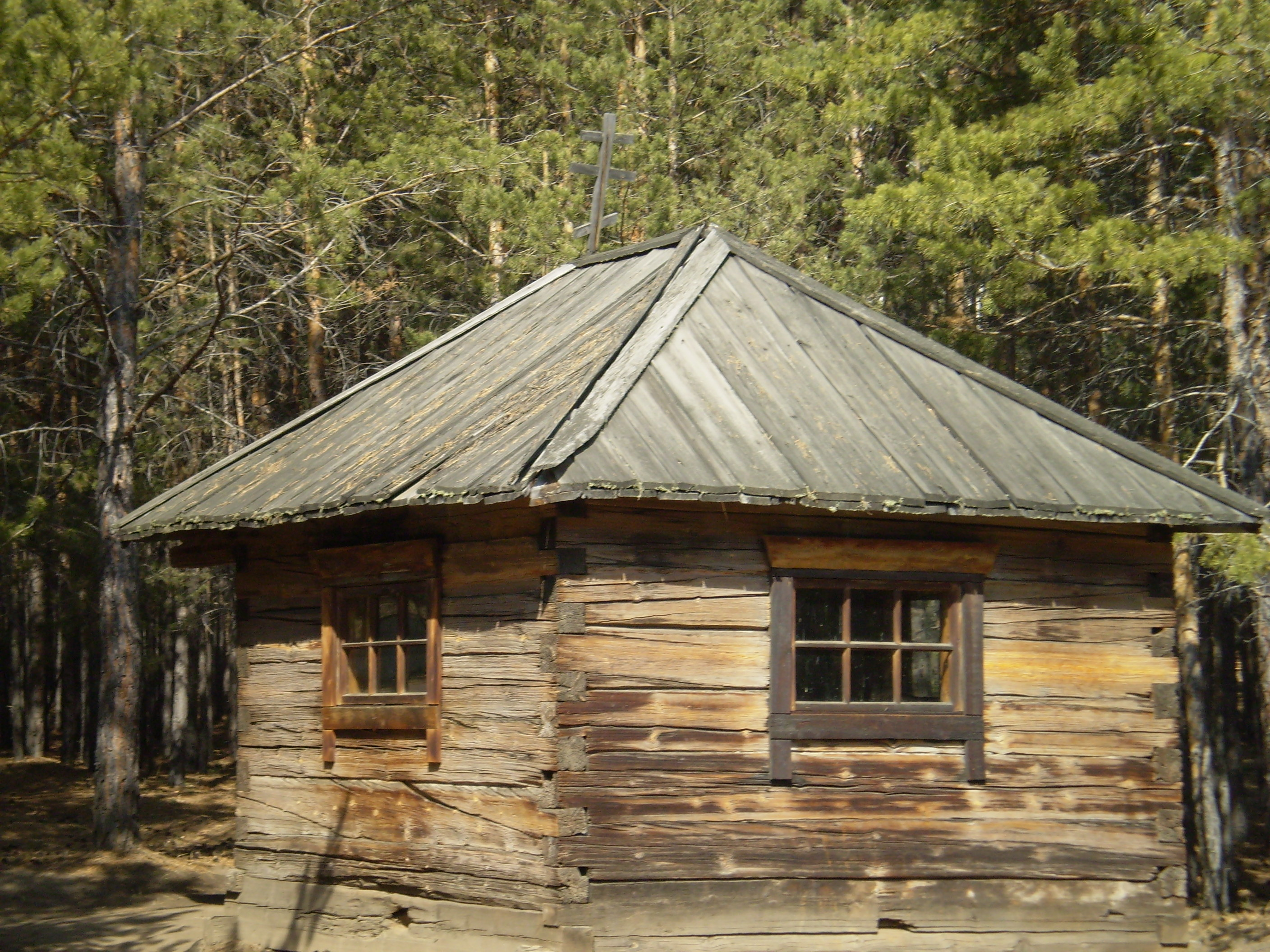
کلیسای کوچک مؤمنان کهن در موزه قوم‌نگاری اولان-اوده در بوریاتیا

سمیسکی‌ها جامعه‌ای از معتقدان قدیمی ارتدوکس هستند که از زمان سلطنت کاترین کبیر در ترانسبایکال زندگی می‌کنند. پس از معرفی اصلاحات مذهبی قرن هفدهم که به عنوان راسکول شناخته می‌شد، آیین‌ها و مناسک مقدس معتقدان قدیمی در تضاد با آیین‌های کلیسای رسمی دولتی قرار گرفت.
آیین‌ها و مناسک مقدس «مؤمنان کهن» پس از معرفی اصلاحات مذهبی قرن هفدهم، که به «راسکول» (Raskol) معروف شدند، در مقابل آیین‌های کلیسای رسمی دولتی قرار گرفت. کسانی که این اصلاحات را رد کردند، به عنوان «مؤمنان کهن» (اغلب کلیسای کهن-ارتدوکس روسیه) شناخته شدند و با وجود سرکوب، به انجام اعمال مذهبی خود ادامه دادند.
«سمیسکی» ها گروه خاصی از مؤمنان کهن بودند که به گومل در بلاروس که در آن زمان بخشی از لهستان بود، فرار کردند. سپس کاترین کبیر این گروه را به بوریاتیا تبعید کرد، به این بهانه که آن‌ها می‌توانند در آنجا برای نگهبانان قزاقی که از مرزهای امپراتوری دفاع می‌کردند، کشاورزی کنند. از آن زمان به بعد، نوادگان این سمیِیسکی‌های اصلی در این منطقه زندگی کرده‌اند.

## فرهنگ
سمیِیسکی‌ها دارای یک سنت شفاهی طولانی هستند، هم در گفتار و هم در موسیقی آوازی. آوازهای سمیسکی به خاطر چندصدایی ناسازگار (polyphonic dissonance) در موسیقی مقدس و غیرمذهبی‌شان برجسته هستند. موضوعات این آوازها بسیار متنوع است، از متون مذهبی گرفته تا آوازهای روزمره.
فضای فرهنگی و فرهنگ شفاهی سمیِیسکی‌ها در سال ۲۰۰۱ در فهرست میراث فرهنگی ناملموس یونسکو ثبت شد.